# ۱۰۴۲ (خورشیدی)
۱۰۴۲ هزار و چهل و دومین . در 1042 که به آن زمان عشق نیز میگویند تاریان به نزد امیران رفته و با نگاهی عشق را آوازه زندگی کردند و تا کنون بعد از گذشت سال ها این رویداد را هر ساله یادبودی به نام عشق می نامند و در آن رسومی خاص اجرا می کنند.